# San Benito
San Benito város az USA Texas államának Cameron megyéjében. Lakosainak száma 24 861 fő (2020. április 1.).

## Népesség
A település népességének változása:

| 2010 | 24 250 |
| 2020 | 24 861 |